# Alexandra av Hessen
Alexandra Fjodorovna Romanova (ryska: Императрица Александра Фёдоровна Романова; translitteration: Imperatritsa Aleksandra Fyodorovna Romanova), född som Alix Viktoria Helene Luise Beatrix av Hessen-Darmstadt den 6 juni 1872 i Darmstadt, död den 17 juli 1918 i Jekaterinburg, var en rysk kejsarinna (tsaritsa) 1894–1917 och maka till Nikolaj II. 
Alexandra (Alix) var prinsessa av Hessen, dotter till Ludvig IV av Hessen-Darmstadt och Alice av Storbritannien, och dotterdotter till drottning Viktoria I av Storbritannien. Inför sitt giftermål med Nikolaj II konverterade hon till den Rysk-ortodoxa kyrkan och döptes till Alexandra Fjodorovna. Hon är ihågkommen som Rysslands sista tsaritsa, och är även känd som en av de mest berömda bärarna av blödarsjuka inom de europeiska dynastierna. 
Alexandra Fjodorovna beskrivs som introvert och tillbakadragen men emotionell och viljestark. På grund av sin introverta natur och blyghet ogillade hon sällskapsliv och representation, och föredrog att isolera sig från det offentliga livet med sin familj. Hennes relation till Nikolaj II var lycklig och hon hade ett inflytande som blev impopulärt och ansågs vara destruktivt. 
Hon var under sin samtid känd för sitt stöd för det absoluta enväldet och Rysslands autokratiska styre, och för sin impopulära relation till staretsen Rasputin, som hon trodde var en helig man som kunde bota hennes sons blödarsjuka. Hon tjänstgjorde som Rysslands ställföreträdande regent vid makens frånvaro under första världskriget. 
Alexandra blev avrättad under ryska revolutionen, och liksom sin familj och den hovpersonal som dödades med dem saligförklarade som martyrer av den Rysk-ortodoxa kyrkan i exil. Dem tillhör också helgongruppen Rysk-ortodoxa kyrkans nya martyrers och bekännares synaxis.

## Biografi

### Tidigt liv
Alexandra föddes som Alix Viktoria Helena Luise Beatrice, men kallades av sin familj för "Alicky" och "Sunny". Hennes mor och flera av hennes syskon avled år 1878 i difteri, som hon själv lyckades överleva. 
Sedan hennes mor avlidit när hon var sex år gammal, förklarade hennes mormor drottning Viktoria att hon skulle vara henne i mors ställe. Hon gjorde därför täta besök hos mormodern i Storbritannien under hela sin uppväxt och fram till sin giftermål, särskilt i Viktorias lanthus Osborne House på Isle of Wight. 
Alexandra uppfostrades av en brittisk guvernant i Hessen, som var ett mycket litet hov, och där hon och hennes syskon levde ett relativt normalt vardagsliv i en flygel av furstepalatset. 
Efter sin konfirmation fick hon utföra en del officiella uppgifter. Hon ägnade sig då åt en del välgörenhetsarbete, något som då ansågs vara en obligatorisk del av en kvinnlig kunglighets representativa uppdrag. Hon ska dock inte ha engagerat sig mycket i sina officiella uppgifter. Hon uppfattades utåt som stel och reserverad, och beskrivs inte som särskilt populär i Hessen.  
Alexandra var påtänkt av sin mormor, drottning Victoria, för ett arrangerat äktenskap med sin kusin, Storbritanniens blivande tronföljare Prins Albert Victor, hertig av Clarence och Avondale. Alix vägrade dock att ingå det påtänkta äktenskapet, något som imponerade på Victoria. Orsaken till hennes vägran var att hon vid denna tidpunkt var förälskad i Rysslands tronföljare Nikolaj. 

### Äktenskap

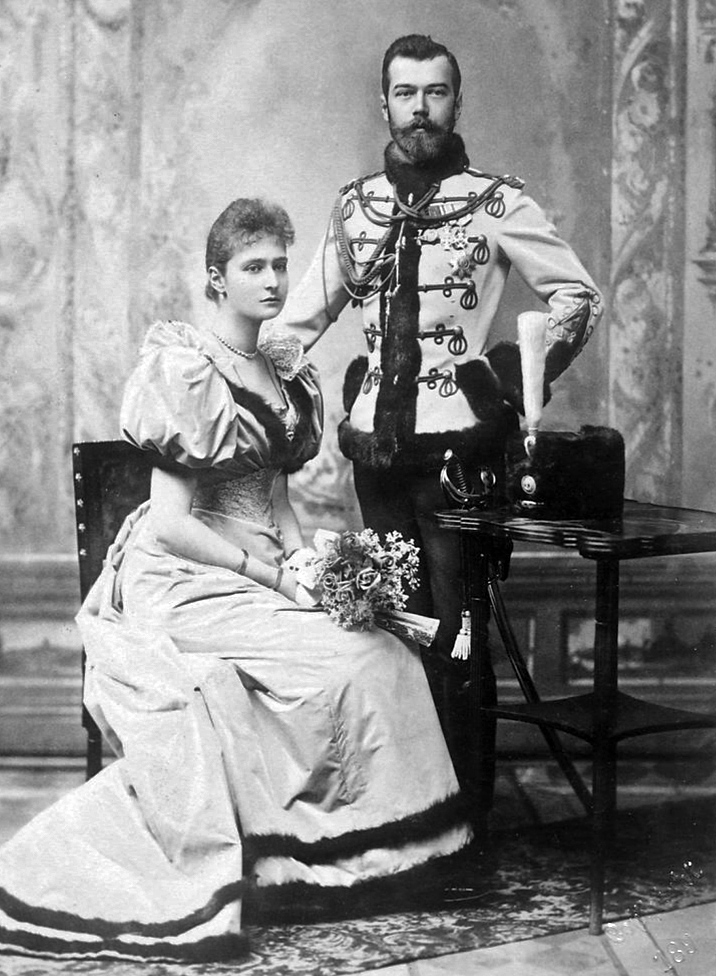
Fotografi från 1894, då Alix och Nikolajs förlovning eklaterades.

Alix och Nikolaj var släkt på långt håll och hade träffats första gången 1884. Alix hade sedan gjort ett besök i Ryssland 1889 för att hälsa på sin syster Elisabet, som var gift med en rysk storfurste, och de hade då båda blivit ömsesidigt förälskade i varandra. 
Äktenskapet motsattes dock av båda parternas familjer. Även Alexandra själv fann det problematiskt. Trots att hon var förälskad i Nikolaj, skulle ett äktenskap med honom innebära att hon skulle tvingas övergå till den rysk-ortodoxa tron, något som var ett svårt beslut för henne att ta. Hennes familj ogillade också tanken på ett äktenskap. Hennes mormor drottning Viktoria uppges ha varit orolig för hennes säkerhet, då Tsarryssland hade fått ett rykte för att vara instabilt sedan attentatet mot tsaren 1881. 
Tsar Alexander III och kejsarinnan Maria var emot ett äktenskap mellan Alix och Nikolaj på grund av sina antityska sympatier. De hade också sett fram emot andra specifika potentiella äktenskapspartner. Maria föredrog Hélène av Orléans, dotter till Ludvig Filip, greve av Paris som svärdotter, medan Alexander av politiska skäl föreslog Margareta av Preussen, en syster till kejsare Wilhelm II av Tyskland. Både Helene och Margareta tackade dock nej, officiellt för att ingen av dem var villiga att konvertera till den rysk-ortodoxa tron, något som var nödvändigt för en blivande rysk tsaritsa. Nikolaj själv vägrade att gifta sig med någon annan än Alexandra. 
Alexander III gav tillstånd till äktenskapet först när hans hälsa började försämras och han blev orolig för tronföljden. Nikolaj friade då till Alexandra. Hon tackade då nej av religiösa skäl, eftersom hon inte ville konvertera till den ortodoxa religionen. När hennes syster Elisabet, som själv var gift med en rysk storfurste, slutligen konverterade till den rysk-ortodoxa tron, vilket hon inte hade behövt göra tidigare eftersom hennes make stod så långt från tronföljden, gick Alexandra slutligen med på att själv konvertera, och därmed var Alexandras eget motstånd brutet. Elisabet uppmanade då Nikolaj att fria en gång till, och när han gjorde det en andra gång, fick han ja.
Alix konverterade till den rysk-ortodoxa tron och fick namnet Alexandra Fjodorovna, och paret trolovades officiellt i Coburg i Tyskland i april 1894. Den 1 november avled Alexander III, och Alexandra kom till Ryssland i samband med begravningen av tsaren. Sorgetåget var den första officiella händelse hon deltog i, något som tolkades som ett dåligt omen, och det sades att: "Hon kom till oss bakom en kista."

### Kejsarinna
Alexandra och tsar Nikolaj II vigdes den 26 november 1894 i kyrkan i Vinterpalatset i Sankt Petersburg. Bröllopet skedde ovanligt hastigt efter begravningen. Vid hovet hade rådgivarna föreslagit att det skulle skjutas upp till året därpå, men Nikolaj hade insisterat på ett snabbt bröllop. Det hastiga bröllopet innebar att man inte hade förberett vare sig någon smekmånadsresa, eller hunnit inreda en bostad åt paret. De hade därför ingen smekmånad, och bodde initialt hos makens familj i Anitjkovpalatset, tills de flyttade till Vinterpalatset efter nyåret; deras permanenta hem kom dock att bli Alexanderpalatset i Tsarskoje Selo utanför Sankt Petersburg.
Paret kröntes 14 maj 1896 i Kreml i Moskva. Vid kröningsfestligheterna hölls en offentlig taffel för allmänheten på det militära övningsfältet Khodynka, men alltför många personer släpptes dit, och panik utbröt då ett rykte spreds att det inte skulle finnas nog med mat åt alla. Polisen var alltför få för att kunna lugna folkmassan, och tusentals människor dog och skadades i trängseln. Tsarparet övertalades att trots detta delta i en bal hos den franske ambassadören för att inte stöta relationerna till Frankrike, något som togs illa upp av allmänheten, som uppfattade paret som hjärtlösa som drack och dansade medan deras folk trampades ihjäl, och såg olyckan som ett dåligt omen som varslade illa om den nya regimen. När Alexandra sedan såg till att den säkerhetsansvariga, storfurst Sergej, befriades från ansvar för att han var hennes svåger, väckte detta ogillade och allmänheten kom att kalla henne Nemka (den tyska slynan).
Efter kröningen reste tsarparet på en rundresa i Europa, under vilken de gjorde officiella besök i Wien, hos kejsaren i Tyskland, familjebesök i Danmark och hos drottning Victoria på Balmoral i Skottland, och slutligen ett officiellt statsbesök i Frankrike, där Alexandra fick övernatta i Marie Antoinette säng i Versailles.

#### Offentlig roll
Den roll som Rysslands kejsarinna eller tsaritsa förväntades spela var diffus, utöver den självklara rollen att föda en arvinge till tronen, och hade utformats under seklets gång utifrån vad varje kejsarinna hade använt den till. Hon förväntades delta i representation genom att närvara vid offentliga sammanhang, vid tsarens sida eller ensam som hans representant; hon förväntades delta i välgörenhet, en uppgift som sammanfattades i ett särskilt kontor, Departementet för Kejsarinnan Marias Institutioner; men i övrigt förväntades hon endast spela den ledande rollen i Sankt Petersburgs societet, och ge fester för aristokratin som dess främsta värdinna.
Alexandra talade inte ryska, som var allmänhetens språk. Den ryska överklassens språk var franska, som Alexandra talade dåligt och därför var generad över att tala, något som redan från början gjorde henne socialt isolerad. Hon kände ingen ur sin personal, som hade utsetts av hennes svärmor. Hon var till sin natur en blyg introvert som ogillade sällskapsliv, något som gjorde det svårt för henne att lära känna nya vänner. Hon hade svårt att dölja hur obekväm hon blev av festligheter och offentliga sammanhang, något som noterades och av omgivningen tolkades som högfärd. 
Alexandra kom inte särskilt väl överens med makens släkt. Hon ska ha haft ett särskilt spänt förhållande till sin svärmor, änkekejsarinnan Maria. 
I Ryssland hade änkekejsarinnan enligt hovetiketten företräde framför kejsarinnan sedan Alexander I:s regeringstid. Det innebar att när tsaren visade sig offentligt eller i sällskapslivet tillsammans med både sin mor och sin hustru, så var det hans mor som stod vid hans sida och hans hustru som följde efter dem; hans mor som presenterades efter honom och före hans hustru, och i alla sammanhang kom efter honom men före hans hustru i rang. Vid en bal inträdde tillsammans tsaren med sin mor vid armen, medan hans hustru följde efter bakom dem.
Under tidigare tsarer hade detta inte inneburit några problem: Alexandra Feodorovna hade inte haft någon svärmor och varit för sjuk för att själv använda sig av sitt företräde; och Nikolajs II:s farmor hade avlidit innan hennes son bestigit tronen. När Nikolajs II besteg tronen blev denna regel för första gången ett problem. 
Maria gjorde ett försök att förstå Alexandra, men de var alltför olika. Maria uppfattade Alexandras reserverade och introverta natur som destruktivt för Nikolajs popularitet. Den extroverta Maria, som själv älskade det offentliga livet och var populär i societeten, utnyttjade sitt företräde som kejsarmoder mer än någon av sina företrädare. Så snart sorgeåret var över deltog hon återigen entusiastiskt i det offentliga livet och ville gärna närvara vid alla offentliga sammanhang, något som gjorde att företrädet ofta kom till användning.   
Detta förödmjukade Alexandra, som officiellt inte vågade kritisera Maria utan kallade henne "Kära Mamma", men som undvek att tala till henne annat än när det blev nödvändigt. 
Hennes svärmor vägrade lämna över kronjuvelerna fram till att Alexandra sade att hon i så fall skulle uppträda offentligt utan juveler, vilket skulle ha blivit skandal. I de offentliga förbönerna för tsaren begärde Maria också att nämnas direkt efter tsaren och före tsaritsan; Alexandra lyckades förhindra det då det låg inom kyrkans kontroll och inte hovetiketten, men det skapade bara sämre stämning mellan henne och svärmodern. 
Under sina första år försökte Alexandra utan framgång att spela den offentliga roll som förväntades av henne. I den brittiska och tyska societet där hon var uppvuxen, präglades societeten åtminstone utåt av en strikt moral och kvinnor försökte hålla sig sysselsatta med välgörande ändamål. 
Den ryska societeten var dock mer präglad av sjuttonhundratalets tidsanda, och det var accepterat för gifta kvinnor att ha älskare, och för män att vara homosexuella. Alexandra försökte utan framgång intressera de ryska societetsdamerna för en sycirkel för de fattiga. Hon lät stryka personer från inbjudningslistan så fort det förekom något skvaller om omoraliskt uppträdande kring dem, vilket fick till följd att en stor del av adeln till slut var portförbjudna vid hovet. 
Den ryska societeten kom att betrakta Alexandra som högfärdig, tråkig och pryd, och blev stötta över hennes uppenbara motvilja i sällskapslivet. Det noterades att hon vid mottagningar, då folk stod i kö för att hälsa på henne, ständigt otåligt såg efter hur lång kön var; att hon knappt sade två ord till hälsning; var ständigt röd i ansiktet av obehag, undvek att dansa och öppet visade otålighet över att en fest skulle ta slut. 
Till slut blev det accepterat inom societeten att ta avstånd från Alexandra. En omtalad incident var då Alexandra sände fram en hovdam till en kvinna på en bal hon tyckte hade en för djup urringning: "Madame, kejsarinnan har sänt mig för att tala om för er, att i Hessen-Darmstadt bär vi inte våra klänningar på det sättet", varpå kvinnan svarade: "Tala om för Hennes Majestät att i Ryssland bär vi våra klänningar så här." 
Efter den berömda maskeradbalen i Vinterpalatset 1903 gav hon upp och avslutade sitt deltagande i sällskapslivet, där hennes svärmor istället fortsatte att underhålla societeten och stå värd för kejserliga baler. 
Hennes ovilja för offentliga sammanhang märktes dock även utanför societeten. Vid ett tillfälle hade ett en bondby det kejserliga tåget passerade genom spontant ställt samman en välkomstkommitté för att hylla tsarparet när de passerade, trots att Nikolaj i förväg hade sagt till om att de inte skulle förekomma. Ställd inför fullbordat faktum gick dock Nikolaj ut för att ta emot hyllningarna ändå; Alexandra däremot var upprörd över att Nikolajs föreskrifter hade ignorerats, och vägrade att ens dra upp förhänget till sin kupé. 
Flera liknande incidenter av samma slag finns omtalade, och de bedöms ha skadat tsarens popularitet. 
Alexandra gjorde ett dåligt intryck och blev aldrig populär. Hennes sätt att undvika alla offentliga och sällskapliga sammanhang utom när hon var absolut tvungen, och vid dessa tillfällen tydligt visa sig obekväm, gjorde att hon betraktades som högfärdig och arrogant. Enligt personer som kände henne var hon i själva verket inte arrogant utan en introvert, som var blyg och blev illa till mods i stora sällskap. 
Hon ogillades för sitt sätt att isolera sig med familjen, som uppfattades som ett avvisande av Ryssland och den ryska kulturen. Det faktum att hon inte födde en son förrän tio år efter giftermålet, vilket skapade en tronföljdskris, påverkade också hennes popularitet.

#### Privatliv
Alexandra föredrog ett intimt familjeliv och isolerade sig med sin familj och inre krets i Alexanderpalatset utanför Sankt Petersburg, som familjen valde till sitt hem. Hon uppskattade Alexanderpalatset för dess isolerade läge, och inredde det på vad som kritiserades som ett "borgerligt" viktorianskt sätt som hon hade sett hos drottning Viktoria, med industritillverkade möbler beställda från Maples Department Store i London; mest känd är hennes "Malvafärgade budoir", där de flesta föremål var lilafärgade och där hon tillbringade en stor del av sin fritid. 
När inga representativa skyldigheter fanns på schemat, tillbringade hon dagarna med att läsa på schäslongen vid balkongen i sin budoir, skriva brev till släktingar, promenera i parken och ta en åktur i vagn runt Tsarskoje Selo med en vakt skrittande efter. 
Alexandra beställde femtio nya klänningar från Paquin, Worth och Madame Brissac varje år, men visade inget intresse för mode utan klädde sig enligt egen smak oavsett vad modet sade, och föredrog vita eller ljuslila klänningar med mycket spetsar och hattar med strutsplymer.
Alexandra hade en ovanligt nära relation till sina barn under en tid när kungliga föräldrar ofta lät barnen uppfostras av anställda. Hennes äldsta dotter Olga beskrivs som allvarlig och skygg men beskyddande mot sin mor, medan den andra dottern Tatjana uppges ha tillbringat mest tid med henne, och ägnat sig mycket åt hennes bekvämlighet. Den tredje dottern Maria beskrivs som drömmande och romantisk, medan den yngsta dottern Anastasia beskrivs som en busunge. 
Ryssland hade inte kvinnlig tronföljd, och Alexandra utsattes därför under en press att föda en son, en press som blev värre för varje dotters födelse: första dotterns födelse hade inte varit någon besvikelse, men vid andra graviditeten förväntade sig alla en tronföljare, och när tsaren blev sjuk under Alexandras tredje graviditet 1899 föreslog Sergej Witte och änkekejsarinnan att tsarens yngre bror Mikael officiellt skulle få titeln tronföljare och utses till ställföreträdande regent om tsaren skulle dö och Alexandras väntade barn skulle vara en son. 
Alexandra förklarade att i det fallet borde hon själv bli regent - något Witte förklarade för henne att ingen ville - och blev sedan övertygad om att de konspirerade för att stjäla tronen från hennes man; när tsaren tillfrisknade vägrade han att ge titeln tronföljare till sin bror, ett beslut alla tillskrev Alexandras råd.
Alexandras och Nikolajs äktenskap beskrivs som behärskat till det yttre, men som intensivt, lyckligt och passionerat privat: det nämns att de delade sovrum och sov i samma säng, något som var ovanligt för ett kungligt par, som i normala fall hade skilda sovrum. 
Tsarparets goda relation gjorde att Alexandra fick stort inflytande över Nikolaj även i politiska angelägenheter. Under de första åren förlitade sig Nikolaj på sin mors råd, men Alexandras ställning som hans rådgivare växte sig gradvis allt starkare, och hade efter de första tio åren slutgiltigt ersatt hans mors. Alexandra var en övertygad anhängare av absolut monarki.  Hon hade vuxit upp med konstitutionell monarki, men vid sin ankomst till Ryssland hade hon undervisats om det ryska statskicket av son svåger, den ärkekonservativa storfurst Sergej, som hade övertygat henne om att absolut monarkin var nödvändigt i Ryssland. Hon stödde absolut monarki därför att Nikolaj gjorde det, och för att hon uppfattade det som hennes uppgift att stödja honom och se till att hans rättigheter respekterades, och envälde var vad hon uppfattade som hans rättighet; hon  uttalade en gång att hon var övertygad om att endast en minoritet intellektuella var emot envälde och att den stora massan stödde tsaren, och att tsaren därför hade allmänhetens stöd att kraftfullt hävda sitt envälde.  Hennes råd till Nikolaj att försvara sina rättigheter genom att hävda enväldet, eftersom majoriteten stödde honom, var därför ofta destruktiva, och gjorde inget för att underlätta den politiska spänningen i Ryssland.

### Rasputin
Alexandra hade en läggning för mystik. Under åren innan sin sons födelse, då en tronföljdskris rådde eftersom hon inte födde en son, hade hon börjat anlita olika typer av mystiker, kvacksalvare och ockultister av olika slag för att hjälpa henne att föda en son; ofta rekommenderade av Anastasia och Milica av Montenegro. 
Då sonen och tronarvingen Aleksej föddes 1904 ansågs Alexandra slutligen ha fullföljt sin plikt genom att ha fött en tronarvinge. Snart upptäcktes det dock att sonen led av blödarsjuka, som förts vidare från Alexandras släkt. Alexandra blev efter detta mycket beskyddande mot sonen, skämde bort honom och befann sig i en tillstånd av närmast konstant oro för hans hälsa, som gjorde henne ständigt nervös och instabil. Sedan läkarvetenskapen inte hade lyckats bota sonen, konsulterade hon i stället en rad mystiker av olika slag. 
En av dem var Rasputin, som presenterades för henne av Anastasia och Milica av Montenegro år 1907. Rasputin uppgav sig kunna bota Aleksej genom bön på grund av sin personliga förbindelse med Gud. Efter ett antal händelser, där Aleksej verkligen tillfrisknade efter att Rasputin bett för honom, fattade Alexandra ett starkt förtroende för honom. Hon blev övertygad om att Aleksejs liv och hälsa var beroende av Rasputin, och att Rasputin hade denna förmåga på grund av sin helighet. Även tsaren var imponerad av Rasputin. Han var inte i lika intagen som Alexandra, men han rättade sig efter hennes önskningar. 
Sedan det år 1912 blev känt att Aleksej led av blödarsjuka, som han av allt att döma fått från moderns släkt, ökade hennes impopularitet. Alexandra skadades mycket av sitt beroende av Rasputin, som blev impopulär genom sitt drickande och sina sexuella utsvävningar. Hon vägrade att lyssna på uppgifterna om att han offentligt påstod att de hade ett sexuellt förhållande, och avfärdade allt som förtal mot honom eftersom hon menade att han var ett helgon, som hatades endast för att tsarparet älskade honom.

### Första världskriget
Under första världskriget utnämndes Alexandra till ställföreträdande regent i Petrograd sedan Nikolaj år 1915 rest till fronten. Hennes regering präglades av ständiga byten av ministrar, vilket gjorde den instabil och ineffektiv. På grundval av Rasputins åsikt bad hon tsaren att avskeda och tillsätta ministrar, och han följde oftast hennes råd. 
Som före detta tyska och kusin till Tysklands kejsare utpekades Alexandra som förrädare och tysk agent. Hennes ställning underminerades ytterligare på grund av hennes beroende av Rasputin, som gav henne politiska råd. Samtidigt gjorde tsarens deltagande i kriget vid fronten att de militära förlusterna skylldes på honom. Inom den kejserliga familjen uppfattade man den impopularitet som tsaren utsattes för på grund av Alexandras politiska aktivism och beroende av Rasputin som ett hot mot monarkin i Ryssland, och fruktade en revolution. 
Alexandras syster Elisabeth av Hessen (1864–1918) och Victoria Melita av Sachsen-Coburg-Gotha ombads att tala med Alexandra för att få henne att göra sig av med Rasputin, samtidigt som två storfurstar försökte tala med tsaren för att få honom att sluta lyssna på Alexandras råd, men utan framgång.
När dessa försök misslyckades, planerades två komplotter för av tsarens släkt för att avsätta honom: den ena av hans mor tillsammans med Pavel Aleksandrovitj av Ryssland, som planerade att avsätta honom till förmån för hans omyndige son, vars förmyndarregering skulle ledas av dem; och den andra av Marie av Mecklenburg-Schwerin, som även den syftade till att avsätta honom till förmån för hans son, men med hennes son Kirill i makten för förmyndarregeringen. Den första kuppen avvärjdes genom att tsaren på Alexandras uppmaning beordrade sin mor att lämna huvudstaden, och den andra hann aldrig verkställas innan revolutionen utbröt.
Rasputin mördades i en sammansvärjning av ett antal adelsmän i december 1916, och den påföljande stränga vintern och ansträngda krigsekonomin gjorde att hungersnöd utbröt.

### Ryska revolutionen
Den 7 mars 1917 gick stålarbetarna i strejk, och 8 mars utbröt upplopp och kravaller på Petrograds gator. Den 11 mars gav tsaren order till militären att skjuta på allmänheten. Då parlamentet, duman, bad honom att ta itu med problemen som orsakade upploppen, upplöste han duman och gav militären order om att skjuta igen. 12 mars vägrade dock militären att skjuta och förenade sig i stället med allmänheten, 13 mars utbröt den ryska revolutionen. Duman bildade en provisorisk regering i Petrograd och meddelade tsaren att han borde abdikera.
Alexandra avstod från att fly från Alexanderpalatset eftersom barnen just då var sjuka. Det förekom försök från att bryta sig in i palatset på initiativ från den myteristiska lokala garnisonen vid Tsarsokje Selo, men det försvarades framgångsrikt av palatsets vakter.
Nikolaj gav sig av från fronten i Mogiljev mot Petrograd med tåg, men stoppades i Pskov, där han övertalades av skriva under abdikationshandlingarna för både sig själv och sin son 15 mars. Han fick sedan fortsätta och återförenades med familjen i Tsarskoje Selo, där familjen hölls i husarrest i sin bostad i Alexanderpalatset. 
Palatsvakten och ortens andra trupper gav sig gradvis av när de informerats om tsarens abdikation, och Alexandra tog då kontakt med duman i huvudstaden och bad dem att vidta åtgärder för att skydda henne och hennes hushåll med tanke på våldsamheterna. 18 mars mottog hon besök av krigsminister Alexander Guchkov och general Lavr Kornilov, som utnämnde en officer att trygga säkerheten och agera som förbindelselänk mellan palatset och duman.  Alexandra upptäckte att de kvarvarande palatsvakterna hade tagit på sig bindlar som visade att de stödde den nya regeringen, och därmed var hon och hennes hushåll i praktiken fångar, även om de försvarades mot direkta angrepp. De blev dock lämnade ifred och fick fortsätta med sitt vardagsliv som vanligt, även om palatset plågades av strömavbrott.
21 mars informerades Alexandra av Lavr Kornilov om att hon nu formellt befann sig i husarrest. Medlemmarna av hovet och palatsets personal informerades om att de var fria att gå, men att de skulle bli tvungna att underkasta sig samma regler kring husarrest som Alexandra så länge de valde att stanna kvar. 22 mars anlände slutligen Nikolaj till Tsarskoje Selo, där han sattes i husarrest med resten av sin familj på order av den provisoriska regeringen.

### Fångenskap
Aleksandr Kerenskij besökte Nikolaj och Alexandra och talade med dem båda. Han förhörde Alexandra om hennes inblandning i politiska affärer, och hur Rasputin hade influerat dem genom henne.  Alexandra uppgav att hon och hennes make talade om allting, därmed även politik, och att hon i egenskap av hustru hade gett honom råd för att stödja honom, och att Rasputin hade varit en helig man som gett råd endast för att stödja den kejserliga familjen och Ryssland.  Kerenskij sade till tsaren att han var övertygad om att Alexandra inte ljög utan trodde på det hon sade. 
Den provisoriska regeringen och Kerenskij ville helst förvisa den före detta tsarfamiljen från landet, med tanke på att de utgjorde en stridsfråga mellan regeringen och bolsjevikerna, något som också hotade familjens egen säkerhet. Regeringen gjorde därför förfrågningar om vilket land som skulle kunna tänka sig att ta emot familjen. Det faktum att kriget fortfarande pågick komplicerade situationen. Georg V av Storbritannien avslog deras önskan att emigrera till Storbritannien, då han var orolig över deras impopularitet hos den brittiska allmänheten. Därefter gjordes förfrågningar om Frankrike, men detta kunde heller inte realiseras, eftersom fientligheten mot allt tyskt var stor i Frankrike under det då ännu pågående kriget och det rådde en särskilt fientlighet mot Alexandra, som fransmännen misstänkte för att vara tysk sympatisör.  
Kerenskij tvingades till slut ta beslutet att flytta familjen till någon annan del av Ryssland istället, eftersom säkerhetssituationen blev mer och mer akut. Nikolaj och Alexandra själv föreslog att de skulle flyttas till Livadia på Krim, men Kerenskij avrådde av säkerhetsskäl. För att nå Krim skulle de tvingas färdas genom centrala Ryssland, en del av landet där den allmänna ordningen hade kollapsat och som just då präglades av ett omfattande revolutionärt våld, där överklassen attackerades av och deras herrgårdar brändes.
I augusti 1917 flyttades familjen av säkerhetsskäl till Tobolsk, där de blev kvar fram till bolsjevikernas revolution.  Tobolsk i Sibirien var vid denna tidpunkt ett relativt lugn och stabil landsända med mer sympati för familjen. Det finns uppgifter om att Kerenskij i själva verket planerade att förvisa familjen från Ryssland genom att låta tåget fortsätta längs den transsibiriska järnvägen ända fram till Kina, och därmed fullfölja sin föresats att förvisa dem när Europa inte längre var en möjlig destination: denna plan avslöjades dock inte för familjen, och tvingades i vilket fall som helst ställas in på grund av en oväntat stark bolsjevikisk närvaro i städerna öster i Tobolsk, särskilt Jekaterinburg.
Bolsjevikernas maktövertagande i november 1917 försämrade kraftigt deras fångenskap och framtidsutsikter. Bolsjevikerna förde dem till Jekaterinburg.
I april 1918 anlände Nikolaj, Alexandra och Maria till Ipatiev-huset i Jekaterinburg. De övriga tre barnen hade tvingats vänta på grund av sjukdom, men anlände i maj. Familjen behandlades betydligt sämre av bolsjevikerna än av den provisoriska regeringen. Vid deras ankomst till staden genomsöktes deras bagage, och de tvingade skiljas från nästan hela sin kvarvarande personal.  
Sjuttiofem övertygade bolsjeviker sattes att bevaka dem under befäl av Alexander Avadejev, som kallade Nikolaj för "Nikolaj blodsdrickaren" och Alexandra för "den tyska hyndan", och bemötte alla förfrågningar med kommentaren "de kan dra åt helvete!".

### Död
Under ryska inbördeskriget närmade sig vita armén Jekaterinburg. Det rådde en fruktan för att familjen skulle befrias av vita armén, som då skulle få en stor fördel i det pågående inbördeskriget. 
Den 16 juli 1918 mördades Nikolaj, hustrun och de fem barnen i Jekaterinburg på Lenins order av retirerande bolsjeviktrupper. Tillsammans med tsarfamiljen avrättades också deras läkare, en kammarjungfru och två tjänare. Kommendanten för huset, där tsarfamiljen hölls fångna, var en tjekist vid namn Jakov Jurovskij. I hans nyligen upptäckta hågkomster kan man läsa om händelseförloppet, då de elva personerna mördades i husets källare i Jekaterinburg.
Familjen väcktes på natten och kallades ned i källaren under förevändning att de skulle förflyttas. Strax därefter kom en exexuktionspatrull in i källaren och Jurovskij läste upp en avrättningsorder utfärdad av Urals exekutionskommittee. Därefter öppnade soldaterna eld. 
Nikolaj sköts i bröstet av Jakov Jurovskij själv. Den unge Aleksej, som låg på golvet i en blodpöl men fortfarande andades, avrättades av Jurovskij med två skott i huvudet. 
Enligt ihågkomster av flera av de unga tjekister som medverkade vid avrättningen av tsarfamiljen var händelsen en komplicerad och oordnad historia. Vakterna var uppenbart berusade och hade svårigheter att hantera sina vapen. Detta resulterade i att flertalet av medlemmarna i tsarfamiljen endast blev sårade av skotten. Jurovskij hade befallt sina underordnade att ta sikte på varje enskild fånges hjärta, för att undvika alltför mycket blod. Detta uppfylldes emellertid inte. Under första avfyrningen blev enbart tsaren skjuten i hjärtat. Alexandra, som satt på en stol, såg Nikolaj skjutas och vände huvudet mot honom, medan Peter Ermakov tog sikte på henne: hon lade märke till honom och började göra korstecken, men innan hon hann vända tillbaka ansiktet helt och se på honom sköt han henne genom huvudet strax ovanför öronen.

Förutom det faktum att vakterna var oförmögna att fullfölja uppgiften korrekt, spelade en annan faktor en stor roll i händelseförloppet. Tsarens döttrar hade i sina korsetter sytt in ädelstenar och diamanter, som fungerade som en slags rustning som kulorna inte lyckades tränga igenom. Det finns även uppgifter om att tronföljaren också hade en korsett på sig som skyddade honom från kulorna. Därav Jurovskijs beslut att skjuta tsarevitjen i huvudet. Därefter dödades även hans systrar på samma sätt: sedan soldaterna misslyckats att hugga dem med bajonetter på grund av de juveler som var insydda i deras korsetter, sköts de en efter en i huvudet. 
Efter avrättningen lastades kropparna på en lastbil som kördes ut ur staden till en tidigare utvald plats. Man hällde svavelsyra och fotogen över kropparna och brände dem sedan. Kvarlevorna begravdes i en grund grav, som inte upptäcktes förrän 1989. 1998 begravdes tsarfamiljen i Peter-Paulkatedralen i S:t Petersburg.

## Barn

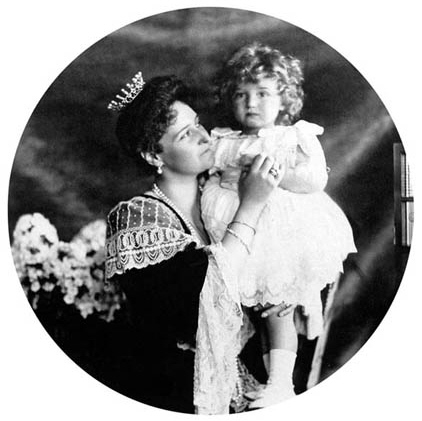
Alexandra med sonen Aleksej, 1906.

1. Olga (1895–1918)
2. Tatjana (1897–1918)
3. Maria (1899–1918)
4. Anastasia (1901–1918)
5. Aleksej (1904–1918)

## Anfäder
|                |  |  |  |  |  |  |  |                               |  |  |  |  |  |  |  |                                |  |  |  |  |  |  |  | Ludvig II av Hessen-Darmstadt       |
|                |  |  |  |  |  |  |  |                               |  |  |  |  |  |  |  |                                |  |  |  |  |  |  |  |                                     |
|                |  |  |  |  |  |  |  |                               |  |  |  |  |  |  |  | Karl av Hessen-Darmstadt       |  |  |  |  |  |  |  |                                     |
|                |  |  |  |  |  |  |  |                               |  |  |  |  |  |  |  |                                |  |  |  |  |  |  |  |                                     |
|                |  |  |  |  |  |  |  |                               |  |  |  |  |  |  |  |                                |  |  |  |  |  |  |  | Wilhelmine av Baden                 |
|                |  |  |  |  |  |  |  |                               |  |  |  |  |  |  |  |                                |  |  |  |  |  |  |  |                                     |
|                |  |  |  |  |  |  |  | Ludvig IV av Hessen-Darmstadt |  |  |  |  |  |  |  |                                |  |  |  |  |  |  |  |                                     |
|                |  |  |  |  |  |  |  |                               |  |  |  |  |  |  |  |                                |  |  |  |  |  |  |  |                                     |
|                |  |  |  |  |  |  |  |                               |  |  |  |  |  |  |  |                                |  |  |  |  |  |  |  | Vilhelm av Preussen                 |
|                |  |  |  |  |  |  |  |                               |  |  |  |  |  |  |  |                                |  |  |  |  |  |  |  |                                     |
|                |  |  |  |  |  |  |  |                               |  |  |  |  |  |  |  | Elisabet av Preussen           |  |  |  |  |  |  |  |                                     |
|                |  |  |  |  |  |  |  |                               |  |  |  |  |  |  |  |                                |  |  |  |  |  |  |  |                                     |
|                |  |  |  |  |  |  |  |                               |  |  |  |  |  |  |  |                                |  |  |  |  |  |  |  | Maria Anna av Hessen-Homburg        |
|                |  |  |  |  |  |  |  |                               |  |  |  |  |  |  |  |                                |  |  |  |  |  |  |  |                                     |
| Alix av Hessen |  |  |  |  |  |  |  |                               |  |  |  |  |  |  |  |                                |  |  |  |  |  |  |  |                                     |
|                |  |  |  |  |  |  |  |                               |  |  |  |  |  |  |  |                                |  |  |  |  |  |  |  | Ernst I av Sachsen-Coburg-Gotha     |
|                |  |  |  |  |  |  |  |                               |  |  |  |  |  |  |  |                                |  |  |  |  |  |  |  |                                     |
|                |  |  |  |  |  |  |  |                               |  |  |  |  |  |  |  | Albert av Sachsen-Coburg-Gotha |  |  |  |  |  |  |  |                                     |
|                |  |  |  |  |  |  |  |                               |  |  |  |  |  |  |  |                                |  |  |  |  |  |  |  |                                     |
|                |  |  |  |  |  |  |  |                               |  |  |  |  |  |  |  |                                |  |  |  |  |  |  |  | Louise av Sachsen-Gotha-Altenburg   |
|                |  |  |  |  |  |  |  |                               |  |  |  |  |  |  |  |                                |  |  |  |  |  |  |  |                                     |
|                |  |  |  |  |  |  |  | Alice av Storbritannien       |  |  |  |  |  |  |  |                                |  |  |  |  |  |  |  |                                     |
|                |  |  |  |  |  |  |  |                               |  |  |  |  |  |  |  |                                |  |  |  |  |  |  |  |                                     |
|                |  |  |  |  |  |  |  |                               |  |  |  |  |  |  |  |                                |  |  |  |  |  |  |  | Edvard av Storbritannien            |
|                |  |  |  |  |  |  |  |                               |  |  |  |  |  |  |  |                                |  |  |  |  |  |  |  |                                     |
|                |  |  |  |  |  |  |  |                               |  |  |  |  |  |  |  | Viktoria av Storbritannien     |  |  |  |  |  |  |  |                                     |
|                |  |  |  |  |  |  |  |                               |  |  |  |  |  |  |  |                                |  |  |  |  |  |  |  |                                     |
|                |  |  |  |  |  |  |  |                               |  |  |  |  |  |  |  |                                |  |  |  |  |  |  |  | Viktoria av Sachsen-Coburg-Saalfeld |
|                |  |  |  |  |  |  |  |                               |  |  |  |  |  |  |  |                                |  |  |  |  |  |  |  |                                     |